# Drzewiarka
Drzewiarka (Chiropodomys) – rodzaj ssaków z podrodziny myszy (Murinae) w obrębie rodziny myszowatych (Muridae).

## Rozmieszczenie geograficzne
Rodzaj obejmuje gatunki występujące w południowej i południowo-wschodniej Azji.

## Morfologia
Długość ciała (bez ogona) 66–122 mm, długość ogona 81–171 mm, długość ucha 11–27 mm, długość tylnej stopy 15–39 mm; masa ciała 15–79 g.

## Systematyka
Rodzaj zdefiniował w 1869 roku niemiecki zoolog Wilhelm Peters w artykule zatytułowanym Komunikat na temat nowego rodzaju gryzoni Chiropodomys penicillatus, a także na temat niektórych nowych lub mniej znanych płazów i ryb, opublikowanym w czasopiśmie „Monatsberichte der Königlichen Preussische Akademie des Wissenschaften zu Berlin”. Gatunkiem typowym jest (oznaczenie monotypowe) drzewiarka dżunglowa (Ch. gliroides). 

### Etymologia
- Chiropodomys: gr. χειρ kheir, χειρος kheiros ‘dłoń’; πους pous, ποδος podos ‘stopa’; μυς mus, μυoς muos ‘mysz’[8].
- Insulaemus: łac. insula, insulae ‘wyspa’[9]; μυς mus, μυος muos ‘mysz’[10]. Gatunek typowy (oryginalne oznaczenie): Insulaemus calamianensis Taylor, 1934.

### Podział systematyczny
Do rodzaju należą następujące występujące współcześnie gatunki:
| Grafika | Gatunek                    | Autor i rok opisu   | Nazwa zwyczajowa        | Podgatunki         | Rozmieszczenie geograficzne | Podstawowe wymiary                                  | Status IUCN |
| ------- | -------------------------- | ------------------- | ----------------------- | ------------------ | --- | --------------------------------------------------- | ----------- |
|         | Chiropodomys gliroides     | (Blyth, 1856)       | drzewiarka dżunglowa    | gatunek monotypowy | północno-wschodnie Indie, południowo-środkowa Chińska Republika Ludowa, kontynentalna Azja Południowo-Wschodnia, Indonezja (Nias, południowa Sumatra, Wyspy Tujuh i Aru oraz Jawa i Bali | DC: 6,9–10,2 cm DO: 9,4–14,3 cm MC: 15–32 g         | LC          |
|         | Chiropodomys karlkoopmani  | Musser, 1979        | drzewiarka mentawajska  | gatunek monotypowy | endemit Indonezji (Wyspy Mentawai (Siberut i Północna Pagai) u wybrzeży zachodniej Sumatry)                                                                                              | DC: około 10,7 cm DO: około 17,1 cm MC: brak danych | VU          |
|         | Chiropodomys pusillus      | O. Thomas, 1893     | drzewiarka mała         | gatunek monotypowy | Malezja (Borneo, Sabah i Sarawak) i Indonezja (południowy Kalimantan); prawdopodobnie szerzej rozpowszechniony; zakres wysokości: 300–1220 m n.p.m.                                      | DC: 6,9–7,7 cm DO: 8,1–9,6 cm MC: brak danych       | DD          |
|         | Chiropodomys muroides      | Medway, 1965        | drzewiarka szarobrzucha | gatunek monotypowy | Malezja (Borneo: góra Kinabalu) i Indonezja (Long Petak (północny Kalimantan)); prawdopodobnie szerzej rozpowszechniony; zakres wysokości: 1100–1220 m n.p.m.                            | DC: 6,6–8,8 cm DO: 8,5–9,1 cm MC: brak danych       | DD          |
|         | Chiropodomys major         | O. Thomas, 1893     | drzewiarka duża         | gatunek monotypowy | endemit Malezji (Borneo: Sarawak i Sabah); prawdopodobnie Kalimantan (Indonezja); zakres wysokości: 900–1500 m n.p.m.                                                                    | DC: 9,4–11,4 cm DO: 10,9–14,4 cm MC: 32–43 g        | LC          |
|         | Chiropodomys calamianensis | (E.H. Taylor, 1934) | drzewiarka palawańska   | gatunek monotypowy | endemit Filipin (Palawan i pobliskie wyspy Calauit, Busuanga, Dumaran i Balabac); zakres wysokości: 0–250 m n.p.m.                                                                       | DC: 10,9–12,2 cm DO: 14–17,1 cm MC: około 40 g      | DD          |

Kategorie IUCN:  LC  – gatunek najmniejszej troski,  VU  – gatunek narażony,  DD  – gatunki o nieokreślonym stopniu zagrożenia.
Opisano również gatunki wymarłe z plejstocenu:
- Chiropodomys maximus Chaimanee, 1998[14] (Tajlandia)
- Chiropodomys primitivus Zheng Shaohua, 1993[15] (Chińska Republika Ludowa)